# Calixte Accarias
Calixte Accarias (Mens, 1831 – Le Raincy, 1903) è stato un giurista francese.
Membro della Corte di cassazione a Parigi, raggiunse la fama con il suo Trattato di diritto romano (1873).